# Meteorus orion
Meteorus orion (лат.) — вид паразитических наездников рода Meteorus из семейства Braconidae. Название дано в честь мифологического древнегреческого охотника Ориона из-за охотничьего поведения (они ищут и используют гусениц совок для откладки в них своих яиц). По совпадению, желтовато-белые средние тазики совпадают с бледно-белыми задними частями проподеума, как три звезды в поясе «Ориона», наиболее заметной части этого знаменитого созвездия.

## Распространение
Южная Америка: Эквадор, Napo province, Yanayacu biological station 00°35.9’S, 77°53.4’W, на высоте 2163 м.

## Описание
Мелкие наездники, длина около 4 мм. Основная окраска тела коричневая с жёлтыми, белыми, оранжевыми и тёмными отметинами. От близких видов отличаются следующими признаками: затылочный киль неполный; нотаули морщинисто-килевидные, не отчетливые; продольный и поперечный кили на проподеуме дорсально образуют широкие ареолы; задний тазик полосатый и пунктированный; коготок лапок простой; дорсопе отсутствует; вентральные границы первого тергита полностью срослись на ½ сегмента; яйцеклад в 1,7 раза длиннее первого тергита; на теле развит красочный узор оранжевого, жёлтого, белого и чёрного цветов. Усики самок тонкие, нитевидные, состоят из 29 члеников. Первый брюшной тергит стебельчатый (петиоль короткий). Нижнегубные щупики состоят из 3 сегментов. Трохантеллюс (2-й вертлуг) отделён от бедра. В переднем крыле развита 2-я радиомедиальная жилка. Эндопаразитоиды гусениц бабочек-совок Noctuidae. Вид был впервые описан в 2015 году американскими энтомологами Helmuth Aguirre, Scott Richard Shaw (University of Wyoming, Department of Ecosystem Science and Management, Laramie, Вайоминг, США) и Luis Felipe Ventura De Almeida (Universidade Federal de São Carlos, Departamento de Ecologia e Biologia Evolutiva, São Carlos, Бразилия).